# Georogli
Görogly, anteriormente llamada Tagta, es una localidad y distrito de la provincia de Daşoguz, Turkmenistán.  Se encuentra a 20 kilómetros al sur de la ciudad de Daşoguz.
Se encuentra a una altitud de 86 m sobre el nivel del mar. 

## Etimología
El nombre Görogly fue asignado por las autoridades turcomanas tanto a la ciudad como al distrito en 2002 para honrar la epopeya nacional turca de Koroghlu (turcomano: Görogly).   Los municipios se llamaron Tagta durante el período soviético.  La palabra tagta en varios idiomas turcos significa "madera", pero en turcomano significa específicamente "tabla".  Atanyyazow sugiere que el nombre se refiere a una presa de madera y un puente construido.

## Demografía
Según estimaciones, en 2010 Görogly contaba con una población de 18660 habitantes.